# Lydenburgia
Lydenburgia is een geslacht van wantsen uit de familie van de Reduviidae (Roofwantsen). Het geslacht werd voor het eerst wetenschappelijk beschreven door N.Robson.

## Soorten
Het genus bevat de volgende soorten:

- Lydenburgia abbottii (A. E. van Wyk & M. Prins) Steenkamp, A. E. van Wyk & M. Prins
- Lydenburgia cassinoides N. Robson
- Lydenburgia lydenburgi (Distant, 1903)